# Trapecio (película)
Trapecio (en inglés, Trapeze) es una película estadounidense de 1956 dirigida por Carol Reed, con Burt Lancaster, Tony Curtis y Gina Lollobrigida como actores principales. La historia está basada en la novela The Killing Frost, de Max Catto, escrita en 1950.
Burt Lancaster saca a relucir su experiencia anterior al cine como artista de circo, precisamente de trapecista. El doblaje de las escenas en el trapecio de Lollobrigida, lo realizó una de las mejores trapecistas del mundo, Pinito del Oro.

## Argumento
Un joven trapecista viaja a París para entrenarse y lograr el triple salto, hazaña hasta ese momento lograda por muy pocos hombres. Allí se entrena dirigido por un trapecista que se lesionó haciendo esa acrobacia. Finalmente se forma un triángulo amoroso cuando entra en escena una joven trapecista.